# Allionia choisyi
Allionia choisyi (llamada hierba de la hormiga o yerba del golpe al igual que muchas otras especies no relacionadas) es una hierba de la familia Nyctaginaceae, catalogada como maleza. Se encuentra desde el suroeste de Estados Unidos hasta el centro oeste de Sudamérica. Su origen exacto es desconocido. Se distingue de A. incarnata porque los ganchos laterales de los frutos no son puntiagudos sino de ápice ancho. Alcanza 2 m de largo. Su tallo es ramificado y con pelos largos y rizados. Hojas opuestas desiguales. Sus flores se componen de 3 flores sésiles agrupadas como si fuera una sola flor. Sus frutos son aplanados y cóncavos con ganchos puntiagudos sobre el margen. Habita en matorrales xerófilos y pastizales de las porciones áridas de México entre los 900 y 2800 metros de altitud.